# 西原愛夏
西原 愛夏（にしはら まなか、1995年11月17日 - ）は、日本の歯科衛生士、元タレント、元女優、元グラビアアイドル。BBE（Big Booking Entertainment）に所属していた。夫は俳優の仁科克基。

## 概要
- 1995年11月山形県に生まれる。
- 2011年に東京・原宿の竹下通りで母親と買い物中にスカウトされ[4]、中学卒業後に芸能界デビューし上京。日出学園高校に入学する。
- アイドル･グラビアなどの芸能活動を行うも2014年の高校卒業時にいったん休業し、歯科衛生士の資格を取るため専門学校に入学する[5]。
- 2017年に卒業･歯科衛生士の国家試験に合格し[5]、芸能活動を再開。
- 2022年10月10日に俳優の仁科克基と結婚し、同年12月22日に明らかにした[6]。
- 2023年12月4日に自身のX（旧Twitter）で芸能界引退を発表[7][8][9]。体調不良で数か月の間芸能活動を休業していたことを明らかにした[7]。引退に伴いファンクラブは12月26日をもって閉鎖された[10]。一方でSNSについては「残しておくつもりです」とした[11]。

## 人物
- 父は歯科医。歯科衛生士の仕事をしているのも父の影響であるという[12]。
- 虫歯には1度もかかったことがない[13]。
- 趣味は旅行、映画、ドラマ、アニメ鑑賞。特技はクラシックバレエ[4]。クラシックバレエは幼稚園時代から中学卒業まで10年間学び、東北バレエコンクールや、NBAバレエコンクールにも出ている。また、スポーツ全般も得意としている。
- 好きな食べ物は、和食、抹茶、朝鮮料理。

## 出演

### 映画
- リベンジgirl（2017年12月23日、ソニー・ピクチャーズ エンタテインメント） - ミスコン候補生 役[14]
- 天使じゃないッ!（2018年4月14日、日本出版販売） - 中馬ミサ 役[15]
- 天使じゃないッ!2（2018年4月15日、日本出版販売） - 中馬ミサ 役[16]
- 再恋（中田圭監督） - まみ 役
- 翔んで埼玉（2019年2月22日、東映） - A組クラスメイト 役
- 劇場版 ホラーちゃんねる（2019年1月13日・第4回秋葉原映画祭） - 小川香織 役
- グレーゾーン（2021年6月4日） - 黒崎一葉 役

### テレビドラマ
- 刑事ゆがみ 第1話（2017年、フジテレビ）ゲスト
- 海月姫 第4話（2018年、フジテレビ）
- バベル九朔 第5話（2020年11月17日、日本テレビ） - 石原彩音 役

### バラエティ番組

#### テレビ
- 明日のShow（2017年、TOKYO MX） - アシスタントMC
- 麒麟田村とデニス植野の宮古島0円旅！（2018年、沖縄テレビ放送）[17]
- ゴッドタン「ゲラ女王選手権」優勝（2018年、テレビ東京）
- なぎスケ!2 42話・43話（Amazonプライム 9月2日・9月9日放送）
- 有吉ジャポン
- お願い!ランキング[18]

#### ウェブ
- 劇団さまぁ〜ず（2018年 - 2019年、GYAO!） - 鬼役 村人ダンサー 役
- WinTicket ミッドナイト競輪（2019年 - 、AbemaTV）
- 【全日本○○グラドルコンテスト】アビリティ（2018年 - 2019年、AbemaTV）

### CM
- TBS BlitzIndex「Blitz×ビール」（2018年4月）
- 日本自動車工業会VP
- TIFFANY BLUE 川村元気×ティファニー×ゼクシィによるショートフィルム

### 舞台
- Air studio「想い出パレット -乙女の戦、両国場所-[19]」（2017年4月26日 - 30日、東日本橋・アクアスタジオ） - A班主演 まな・私 役
- アリスインプロジェクト「クォンタムドールズ2017[20]」（2017年7月5日 - 9日、新馬場・六行会ホール） - 風組 みつ 役
- 朗読劇 グライフ~tegami~ Aチーム 亜希子役、里美役
- 劇団さまぁ～ず「新説 桃太郎」旗揚げ公演（2019年、草月ホール）
- 舞台 遠山の金さん〜天下を揺るがす女〜 ヒロイン、お絹役（2021年、中野ザ・ポケット）
- 舞台 青春フルスロットル 荒木奈美役（2021年、CBGKシブゲキ!!）
- 朗読エンターテイメント グライフ3 鬼塚エリカ役（2021年、オメガ東京）
- 舞台 三学演義 赤壁ー三神姫貴役（2021年、シアターグリーン BIG TREE THEATER）

### イベント
- キックボクシング「knock out｣ラウンドガール[21]
- ｢Nikon ファンミーティング」モデル
- 「山岸伸〜笑顔の写真展〜」モデル
- 「新宿クレイジーナイト」アシスタントMC
- グラヴィスガールズトークイベント(2018年5月1日-阿佐ヶ谷ロフト)
- dmmぱちタウン初代ミスえりぷぅ就任(2018年4月28日-ニコニコ超会議にてお披露目会)
- お台場TIF

## DVD
- ラブリーサマー 〜Fly Me To Love〜（2018年3月30日、グラヴィス）
- My summer Lady（2019年9月25日、エアーコントロール）
- 見つめられて…（2020年7月31日、エスデジタル）[22]
- 愛しくて・・・（2020年12月18日、エスデジタル）[23]
- 鏡の中の私（2021年12月24日、サウスキャット）※ BD同時発売